# Benedikt Weibel
Pour les articles homonymes, voir Weibel.
Benedikt Weibel né le 15 octobre 1946 à Thoune, est un entrepreneur suisse membre du parti socialiste suisse.
Il a été le patron des Chemins de fer fédéraux suisses de 1993 à 2006, membre non rémunéré du conseil d’administration de la SNCF de 2003 à 2007 et président de l'Union internationale des chemins de fer.

## Biographie

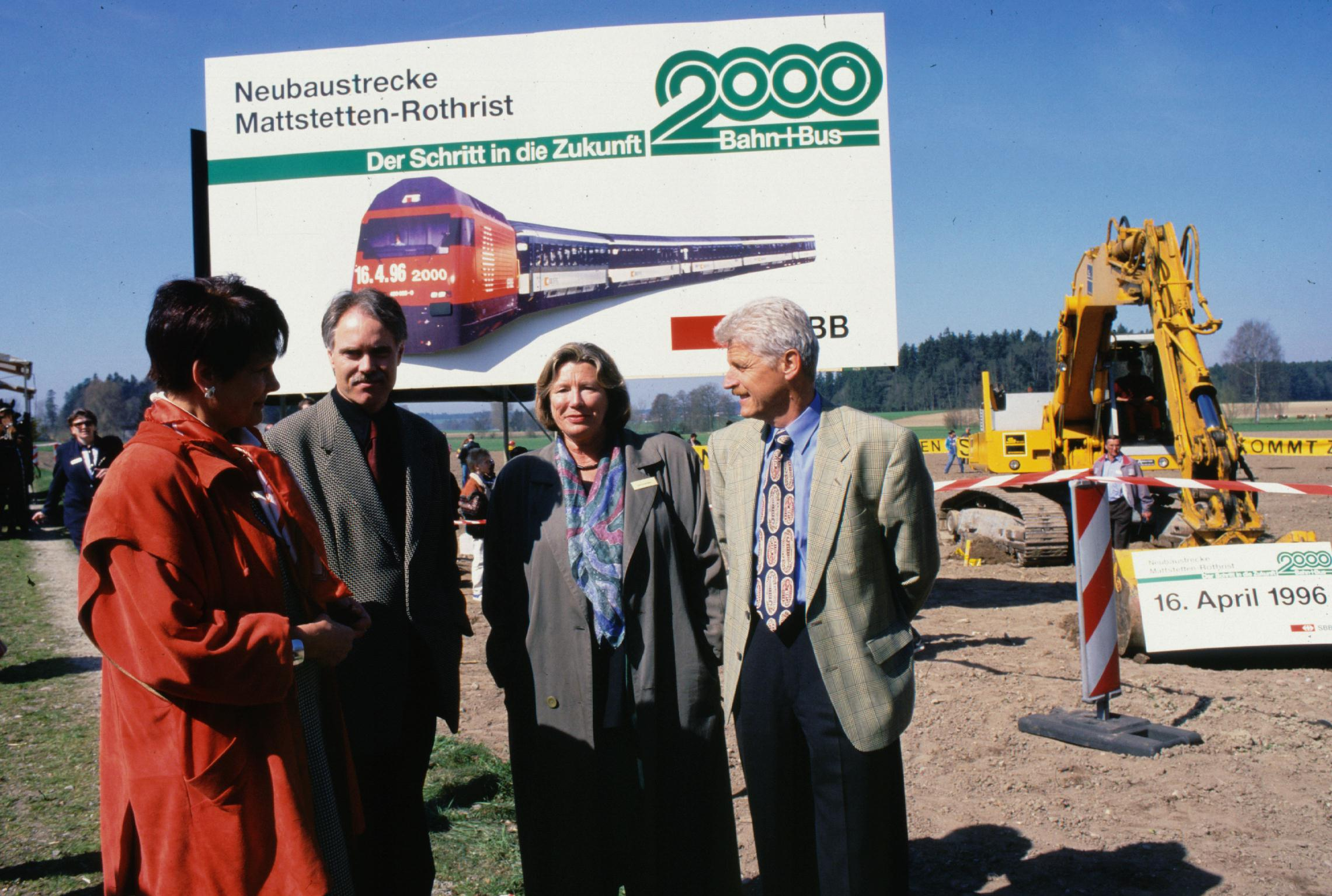
Benedikt Weibel (à droite) en 1995.

Après avoir obtenu un diplôme de guide de montagne en 1971 et passé un doctorat en sciences économiques à l'université de Berne en 1977, il est engagé en 1978 comme secrétaire personnel du président de la direction des Chemins de fer fédéraux suisses (CFF), Roger Desponds. En 1983, il devient secrétaire général des CFF puis, en 1986, il prend la direction du marketing du trafic voyageurs aux CFF.
En 1993, il devient président de la direction générale des CFF avant que l'entreprise ne se transforme en société anonyme en 1999 et qu'il la dirige en tant que président de la direction d'entreprise. À partir de 2003, il siège également au conseil d'administration de la SNCF et devient, la même année, président de l'Union internationale des chemins de fer (UIC). À la tête des CFF il a réussi à mettre en œuvre plusieurs réformes, dont Rail 2000 et le redressement financier. 
Il s'oppose également à la privatisation du rail (notamment le modèle suédois), considérant cette pratique comme « fondamentalement erronée ».
Le 24 février 2006, il annonce son départ des CFF pour la fin de l'année et sa succession par Andreas Meyer, cadre dirigeant à la Deutsche Bahn. Il passe un semestre comme enseignant à l'Université de Berne en 2007 avant d'être nommé responsable de la sécurité et des transports à l'occasion du championnat d'Europe de football 2008.

## Publications
- Benedikt Weibel, Simplicité. L'art d'aller à l'essentiel, Presses polytechniques et universitaires romandes, collection « Le savoir suisse », 2017.